# Bahnstrecke Longueuil–Sheldon Junction
| Streckenlänge: | 100 km               |                                                     |                                                     |
| Spurweite: | 1435 mm (Normalspur) |                                                     |                                                     |
| |                      |                                                     |                                                     |
| \| \| 0 \| Longueuil QC \| Longueuil QC \| \| \| \| Strecke St.-Hubert–Longueuil \| \| \| \| \| Strecke St.-Lambert–Fortierville \| \| \| \| \| \| \| \| \| \| Verbindungskurven \| \| \| \| \| Strecke Montreal–Island Pond (Cannon Jct.) \| \| \| \| \| Verbindungskurve \| \| \| \| \| Montreal and Southern Counties Railway (Interurban) \| \| \| \| 8 \| Sunlight City \| Sunlight City \| \| \| \| Croydon \| \| \| \| \| Springfield Park \| \| \| \| \| Castle Gardens \| \| \| \| \| nach Massena \| \| \| \| 12 \| Pinehurst & East Greenfield \| Pinehurst & East Greenfield \| \| \| \| Brentwood \| \| \| \| \| Maricourt \| \| \| \| 14 \| Brookline \| Brookline \| \| \| \| Woodbine \| \| \| \| 16 \| Highland Gardens \| Highland Gardens \| \| \| \| Rue Albani \| \| \| \| 21 \| Montreal River Road \| Montreal River Road \| \| \| \| Rivière L’Acadie \| \| \| \| 23 \| Chambly QC Basin \| Chambly QC Basin \| \| \| 24 \| Chambly QC Canton \| Chambly QC Canton \| \| \| \| Rivière Richelieu \| \| \| \| 26 \| Richelieu QC \| Richelieu QC \| \| \| \| Rouville \| \| \| \| \| Ruisseau Barrée \| \| \| \| 32 \| Marieville QC \| Marieville QC \| \| \| \| nach Granby \| \| \| \| \| Strecke St.-Hyacinthe–Noyan Jct. \| \| \| \| 39 \| Sainte-Angèle-de-Monnoir QC \| Sainte-Angèle-de-Monnoir QC \| \| \| 43 \| Sainte-Brigide-d’Iberville Road QC \| Sainte-Brigide-d’Iberville Road QC \| \| \| \| von Montreal und Saint-Jean \| \| \| \| \| von Stanbridge \| \| \| \| 55 \| Farnham QC (früher West Farnham) \| Farnham QC (früher West Farnham) \| \| \| \| nach Newport, Waterloo und Sorel \| \| \| \| 64 \| Chemin de Durocher \| Chemin de Durocher \| \| \| 68 \| Stone QC \| Stone QC \| \| \| 71 \| Riceburg QC \| Riceburg QC \| \| \| 74 \| Stanbridge East QC \| Stanbridge East QC \| \| \| 84 \| Frelighsburg QC \| Frelighsburg QC \| \| \| \| Québec (Kanada) / Vermont (USA) \| \| \| \| ? \| East Franklin VT \| East Franklin VT \| \| \| \| von Maquam \| \| \| \| 100 \| Sheldon Junction VT \| Sheldon Junction VT \| \| \| \| Verbindung nach Richford \| \| \| \| \| Strecke St. Albans–Richford \| \| \| \| \| Verbindung von St. Albans \| \| \| \| \| nach Lunenburg \| \| |                      |                                                     |                                                     |
| Kopfbahnhof Streckenanfang (Strecke außer Betrieb) | 0                    | Longueuil QC                                        | Longueuil QC                                        |
| Kreuzung (Strecken außer Betrieb) |                      | Strecke St.-Hubert–Longueuil                        | Strecke St.-Hubert–Longueuil                        |
| Kreuzung (Strecken außer Betrieb) |                      | Strecke St.-Lambert–Fortierville                    | Strecke St.-Lambert–Fortierville                    |
| Strecke (außer Betrieb) |                      |                                                     |                                                     |
| Abzweig geradeaus, nach links und nach rechts (Strecke außer Betrieb) |                      | Verbindungskurven                                   | Verbindungskurven                                   |
| Kreuzung (Strecke geradeaus außer Betrieb) |                      | Strecke Montreal–Island Pond (Cannon Jct.)          | Strecke Montreal–Island Pond (Cannon Jct.)          |
| Abzweig ehemals geradeaus und von rechts |                      | Verbindungskurve                                    | Verbindungskurve                                    |
| Abzweig geradeaus und ehemals von rechts |                      | Montreal and Southern Counties Railway (Interurban) | Montreal and Southern Counties Railway (Interurban) |
| ehemaliger Bahnhof | 8                    | Sunlight City                                       | Sunlight City                                       |
| ehemaliger Haltepunkt / Haltestelle |                      | Croydon                                             | Croydon                                             |
| ehemaliger Haltepunkt / Haltestelle |                      | Springfield Park                                    | Springfield Park                                    |
| ehemaliger Haltepunkt / Haltestelle |                      | Castle Gardens                                      | Castle Gardens                                      |
| Abzweig geradeaus und nach rechts |                      | nach Massena                                        | nach Massena                                        |
| ehemaliger Haltepunkt / Haltestelle | 12                   | Pinehurst & East Greenfield                         | Pinehurst & East Greenfield                         |
| ehemaliger Haltepunkt / Haltestelle |                      | Brentwood                                           | Brentwood                                           |
| ehemaliger Haltepunkt / Haltestelle |                      | Maricourt                                           | Maricourt                                           |
| ehemaliger Bahnhof | 14                   | Brookline                                           | Brookline                                           |
| ehemaliger Haltepunkt / Haltestelle |                      | Woodbine                                            | Woodbine                                            |
| ehemaliger Haltepunkt / Haltestelle | 16                   | Highland Gardens                                    | Highland Gardens                                    |
| ehemaliger Haltepunkt / Haltestelle |                      | Rue Albani                                          | Rue Albani                                          |
| ehemaliger Haltepunkt / Haltestelle | 21                   | Montreal River Road                                 | Montreal River Road                                 |
| Brücke über Wasserlauf |                      | Rivière L’Acadie                                    | Rivière L’Acadie                                    |
| Dienststation / Betriebs- oder Güterbahnhof | 23                   | Chambly QC Basin                                    | Chambly QC Basin                                    |
| ehemaliger Bahnhof | 24                   | Chambly QC Canton                                   | Chambly QC Canton                                   |
| Brücke über Wasserlauf |                      | Rivière Richelieu                                   | Rivière Richelieu                                   |
| Dienststation / Betriebs- oder Güterbahnhof | 26                   | Richelieu QC                                        | Richelieu QC                                        |
| ehemaliger Haltepunkt / Haltestelle |                      | Rouville                                            | Rouville                                            |
| ehemaliger Haltepunkt / Haltestelle |                      | Ruisseau Barrée                                     | Ruisseau Barrée                                     |
| Betriebs-/Güterbahnhof Strecke ab hier außer Betrieb | 32                   | Marieville QC                                       | Marieville QC                                       |
| Abzweig geradeaus und nach links (Strecke außer Betrieb) |                      | nach Granby                                         | nach Granby                                         |
| Kreuzung (Strecken außer Betrieb) |                      | Strecke St.-Hyacinthe–Noyan Jct.                    | Strecke St.-Hyacinthe–Noyan Jct.                    |
| Bahnhof (Strecke außer Betrieb) | 39                   | Sainte-Angèle-de-Monnoir QC                         | Sainte-Angèle-de-Monnoir QC                         |
| Haltepunkt / Haltestelle (Strecke außer Betrieb) | 43                   | Sainte-Brigide-d’Iberville Road QC                  | Sainte-Brigide-d’Iberville Road QC                  |
| Abzweig ehemals geradeaus und von rechts |                      | von Montreal und Saint-Jean                         | von Montreal und Saint-Jean                         |
| Abzweig geradeaus und von rechts |                      | von Stanbridge                                      | von Stanbridge                                      |
| Dienststation / Betriebs- oder Güterbahnhof | 55                   | Farnham QC (früher West Farnham)                    | Farnham QC (früher West Farnham)                    |
| Abzweig ehemals geradeaus und nach links |                      | nach Newport, Waterloo und Sorel                    | nach Newport, Waterloo und Sorel                    |
| Haltepunkt / Haltestelle (Strecke außer Betrieb) | 64                   | Chemin de Durocher                                  | Chemin de Durocher                                  |
| Bahnhof (Strecke außer Betrieb) | 68                   | Stone QC                                            | Stone QC                                            |
| Haltepunkt / Haltestelle (Strecke außer Betrieb) | 71                   | Riceburg QC                                         | Riceburg QC                                         |
| Bahnhof (Strecke außer Betrieb) | 74                   | Stanbridge East QC                                  | Stanbridge East QC                                  |
| Bahnhof (Strecke außer Betrieb) | 84                   | Frelighsburg QC                                     | Frelighsburg QC                                     |
| Grenze (Strecke außer Betrieb) |                      | Québec (Kanada) / Vermont (USA)                     | Québec (Kanada) / Vermont (USA)                     |
| Haltepunkt / Haltestelle (Strecke außer Betrieb) | ?                    | East Franklin VT                                    | East Franklin VT                                    |
| Abzweig geradeaus und von rechts (Strecke außer Betrieb) |                      | von Maquam                                          | von Maquam                                          |
| Bahnhof (Strecke außer Betrieb) | 100                  | Sheldon Junction VT                                 | Sheldon Junction VT                                 |
| Abzweig geradeaus und nach links (Strecke außer Betrieb) |                      | Verbindung nach Richford                            | Verbindung nach Richford                            |
| Kreuzung (Strecken außer Betrieb) |                      | Strecke St. Albans–Richford                         | Strecke St. Albans–Richford                         |
| Abzweig geradeaus und von rechts (Strecke außer Betrieb) |                      | Verbindung von St. Albans                           | Verbindung von St. Albans                           |
| Strecke (außer Betrieb) |                      | nach Lunenburg                                      | nach Lunenburg                                      |

Die Bahnstrecke Longueuil–Sheldon Junction ist eine Eisenbahnstrecke in Québec (Kanada) und Vermont (Vereinigte Staaten). Sie ist 100 Kilometer lang und verbindet unter anderem die Städte Longueuil, Chambly, Marieville, Farnham, Frelighsburg und Sheldon. Ein großer Teil der Strecke ist stillgelegt, lediglich von Cannon Junction bis Marieville fahren noch Güterzüge der Canadian National Railway. Die Amtrak benutzt den Abschnitt von Cannon Junction bis Castle Gardens für ihren Expresszug Adirondack.

## Geschichte

### Montreal, Portland and Boston Railway
Zunächst erhielt am 5. April 1869 die Missisquoi Junction Railway eine Konzession für eine Strecke von Farnham zur US-Grenze bei Saint-Armand. Am 23. Dezember 1871 wurde außerdem die Montreal, Chambly and Sorel Railway gegründet, die ihre namensgebenden Städte verbinden wollte. Die Gesellschaft begann mit dem Bau in Saint-Lambert am Sankt-Lorenz-Strom am Abzweig Cannon Junction. Am 26. September 1873 wurde die Strecke von Cannon Junction bis Chambly in Betrieb genommen. 1875 fusionierten die beiden Bahngesellschaften zur Montreal, Portland and Boston Railway (MP&B), da beabsichtigt war, eine neue Hauptstrecke zu bauen, die Montreal und die US-Ostküste verband. Die in Bau befindliche Strecke der Portland and Ogdensburg Railroad sollte der südliche Teil der Strecke werden. Am 22. September 1877 wurde die Strecke von Chambly bis Farnham eröffnet. Erst im Frühjahr 1878 wurde jedoch der reguläre Verkehr aufgenommen. Nachdem die Züge auf der Strecke nach Montreal ständig verspätet fuhren, da die Strecke über die Pont Victoria überlastet war, baute man nun eine Verlängerung der Strecke bis Longueuil, wo auf eine Fähre nach Montreal umgestiegen werden konnte. Sie wurde am 10. September 1879 eröffnet. Im Winter, wenn die Fähre nicht fahren konnte, wurden jedes Jahr Gleise über den zugefrorenen Sankt-Lorenz-Strom gelegt und somit eine eigene Strecke nach Montreal betrieben. Sie wurde erstmals am 31. Januar 1880 eröffnet. Inzwischen war die Strecke bis Stanbridge East am 1. Oktober 1879 in Betrieb genommen worden.
Am 9. September 1882 war die Strecke mit dem Teilstück nach Sheldon Junction an der mittlerweile ebenfalls eröffneten Strecke der Portland&Ogdensburg fertiggestellt. Ein durchlaufender Betrieb kam jedoch nicht zustande, da inzwischen auch auf den übrigen durchgehenden Strecken der Verkehr deutlich abgenommen hatte und die Strecke über Sheldon Junction einerseits sehr kurvenreich und bergig war, was die Fahrzeit verlängerte, andererseits gab es keine größeren Städte entlang der Strecke. Ein offizieller Betrieb wurde südlich von Frelighsburg nicht aufgenommen, stattdessen wurde dieser Abschnitt von Frelighsburg nach Sheldon Junction am 1. März 1883 wieder stillgelegt und abgebaut. Noch heute sind Teile der Trasse entlang dem Lake Carmi und bei Sheldon Junction sichtbar. Auch der etwa sieben Kilometer lange Abschnitt von Longueuil bis Cannon Junction wurde 1887 wieder stillgelegt, nachdem die Canadian Pacific Railway eine zweite Bahnbrücke nach Montreal eröffnet hatte. Etwa zu dieser Zeit wurde der Betrieb zwischen Farnham und Frelighsburg vorläufig eingestellt.

### Central Vermont Railway
Die übrige Strecke von Cannon Junction nach Farnham bestand weiter. Die MP&B musste 1896 dennoch Konkurs anmelden und wurde am 2. März 1896 an die Montreal and Province Line Railway verkauft, die wiederum von der Central Vermont Railway (CV) gepachtet und am 29. September 1898 aufgekauft wurde. Die CV war ihrerseits in Besitz der Grand Trunk Railway, die später in den Canadian National Railways aufging. Die CV beabsichtigte nun, die Strecke nach Sheldon Junction wiederaufzubauen, um eine Verbindung zu ihrer Bahnstrecke St. Albans–Richford einzurichten. In den ersten Jahren des 20. Jahrhunderts wurde die Strecke nach Frelighsburg offiziell wiedereröffnet. Der Lückenschluss nach Sheldon Junction wurde jedoch nicht vollzogen und der Abschnitt Farnham–Frelighsburg blieb als Frelighsburg Branch eine Stichstrecke.

### Teilweise Elektrifizierung
Die Grand Trunk Railway hatte Anfang des 20. Jahrhunderts die Montreal and Southern Counties Railway gekauft, die eine elektrische Interurban-Strecke von Montreal nach Sherbrooke bauen wollte. Die Grand Trunk elektrifizierte daher die Bahnstrecke von Cannon Junction bis Marieville und baute eine Verbindungsstrecke nach Saint-Lambert. Ab 1913 fuhren über die Bahnstrecke bis Marieville elektrische Überlandstraßenbahnen. Am 11. Januar 1926 wurde auch der Abschnitt von Marieville nach Ste.-Angèle elektrifiziert. Da jedoch die Interurban-Hauptstrecke inzwischen von Marieville aus über eine andere CV-Strecke bis Granby verlängert worden war, bediente lediglich ein Pendelwagen diesen Abschnitt dreimal am Tag. 1925 hatte die Canadian National die Betriebsführung auf der gesamten Strecke übernommen und den Personenverkehr mit Dampfzügen zwischen Cannon Junction und Farnham eingestellt. Der Abschnitt von Ste.-Angèle nach Farnham wurde dabei stillgelegt.

### Weitere Entwicklung
Auf dem Abschnitt Farnham–Frelighsburg endete 1932 der Personenverkehr und um 1938 auch der Güterverkehr, woraufhin diese Strecke stillgelegt wurde. 1951 endete der elektrische Betrieb auf der Bahnstrecke Marieville–Granby und die Canadian National setzte ab diesem Zeitpunkt Dieselzüge auch im Personenverkehr von Montreal nach Granby ein, die zwischen Cannon Junction und Marieville über die hier beschriebene Strecke verkehrten. Noch bis 1956 fuhren jedoch Interurban-Züge nach Sainte-Angèle. Nach der Einstellung des elektrischen Betriebs wurde die Strecke südlich von Marieville stillgelegt. Der Personenverkehr nach Marieville und weiter nach Granby endete etwa 1962. Den Güterverkehr auf der Strecke Cannon Junction–Marieville betreibt die Canadian National weiterhin. Seit der Eröffnung der Verbindungsbahn nach Brossard und der Stilllegung der alten Hauptstrecke zwischen Saint-Lambert und Brossard benutzen die Züge von Montreal in Richtung New York die Strecke zwischen Cannon Junction und Castle Gardens mit. Dies gilt auch für die Amtrak, deren Expresszug Adirondack einmal täglich über diese Strecke fährt.

## Streckenbeschreibung
Die Strecke begann am Ufer des Sankt-Lorenz-Stroms in Longueuil, an einem Fähranleger nach Montreal. Sie führte von dort südöstlich bis Cannon Junction. Dieser Abschnitt ist vollständig überbaut. Cannon Junction ist heute nur noch ein einfacher Abzweig und gleichzeitig der Anfang der Hauptstrecke Montreal–New York. Diese zweigt etwa vier Kilometer weiter in Richtung Süden ab, während die Strecke in Richtung Sheldon Junction weiter südostwärts verläuft. In diesem dicht besiedelten Gebiet befanden sich zahlreiche Haltestellen, die zumeist zur Zeit des Interurban-Betriebs eingerichtet worden waren. Nach 23 Kilometern ist Chambly erreicht, wo die Strecke am Chambly Basin vorbeiführt und anschließend den Rivière Richelieu überquert. Kurz darauf ist Marieville erreicht, wo heute die Gleise enden.
Die nun stillgelegte Strecke führt weiter südostwärts durch Ste.-Angèle, wo eine ebenfalls stillgelegte Nebenstrecke der Québec, Montreal and Southern Railway gekreuzt wurde. 16 Kilometer weiter ist der Knotenpunkt Farnham erreicht, wo sich einst Bahnstrecken aus acht Richtungen trafen. Die stillgelegte Trasse verläuft weiter in nahezu südlicher Richtung. Die Trasse ist hier noch an vielen Stellen in der Landschaft erkennbar, anders als zwischen Marieville und Farnham, wo die landwirtschaftliche Nutzung die Trasse bis auf wenige Spuren nahezu vollständig verschwinden ließ. Die Strecke führt durch St.-Ignace, wo sich der Bahnhof Stone befand, und durch Riceburg und erreicht nach 29 Kilometern von Farnham aus den früheren Endbahnhof Frelighsburg. Von 1882 bis 1883 ging die Strecke weiter und verlief in südwestliche Richtung über die Staatsgrenze nach Vermont. Nahe dem Ostufer des Lake Carmi ist die Trasse trotz der lang zurückliegenden Stilllegung noch sehr gut erkennbar. Sie verläuft dann weiter südwärts und kurz vor Sheldon in einem Bogen nach Westen, um nördlich des Bahnhofs Sheldon Junction in die Bahnstrecke Lunenburg–Maquam einzumünden.
Die einzigen Kunstbauten entlang der Strecke sind die Überquerungen des Richelieu sowie einiger kleinerer Flüsse. Die Brücke über den Richelieu in Chambly ist dabei mit Abstand das größte Bauwerk, das für den Streckenbau errichtet werden musste.